# حشره‌خوار پنجه‌پهن مرکز مکزیک
 حشره‌خوار پنجه‌پهن مرکز مکزیک (نام علمی: Cryptotis alticola) نام یک گونه از سرده حشره‌خوار گوش‌کوچک است.